# Roman Rossa
Roman Rossa, né le 2 décembre 1972 à Bruchsal, est un acteur allemand.
Il est connu pour avoir tenu le rôle de Viktor Karski dans la série Le Destin de Lisa. 
Il a également fait quelques apparitions dans les séries Alerte Cobra, Schimanski, La preuve par quatre, Un cas pour deux ou Soko brigade des stups.

## Filmographie
- 2007 : Le Chemin des roses (téléfilm) de Karl Kases.

### Séries télévisées
- 1999 : Schimanski  - 1 épisode
- 2000 : Piccolo et Taro Soramame de Dr Slump dans Dragon Ball
- 2000 : La preuve par quatre - 1 épisode
- 2003 Un cas pour deux -  1 épisode : étudiant Mader
- 2002 - 2007  Alerte Cobra  - 2 épisodes : Nahles / Stabsunteroffizier Tobias Simon
- 2008 - 2010 : Soko brigade des stups - 2 épisodes : Wirt / Martin Landau